# Digan
Digan est une commune malienne, située dans le pays de la Kaarta, chef-lieu d'arrondissement du cercle de Fallou, dans la région de Nara.

## Géographie
La localité de Digan est située à 41 km à l'ouest du chef-lieu de cercle Fallou.

## Histoire
En 2023, la loi 2023-007 soustrait une partie de la commune de Fallou pour former la commune de Digan qui compte 16 villages.

## Villages
La commune s'étend sur 16 localités, relevées dans la commune de Fallou lors du recensement général de 2009. 
Les villages les plus peuplés sont :
- Digan (2 813 habitants) ;
- Zangarbala (1 250 habitants);

En 2023, la loi 2023-007 attribue à la commune 16 villages, fractions ou quartiers.